# 16-та повітряна армія (СРСР)

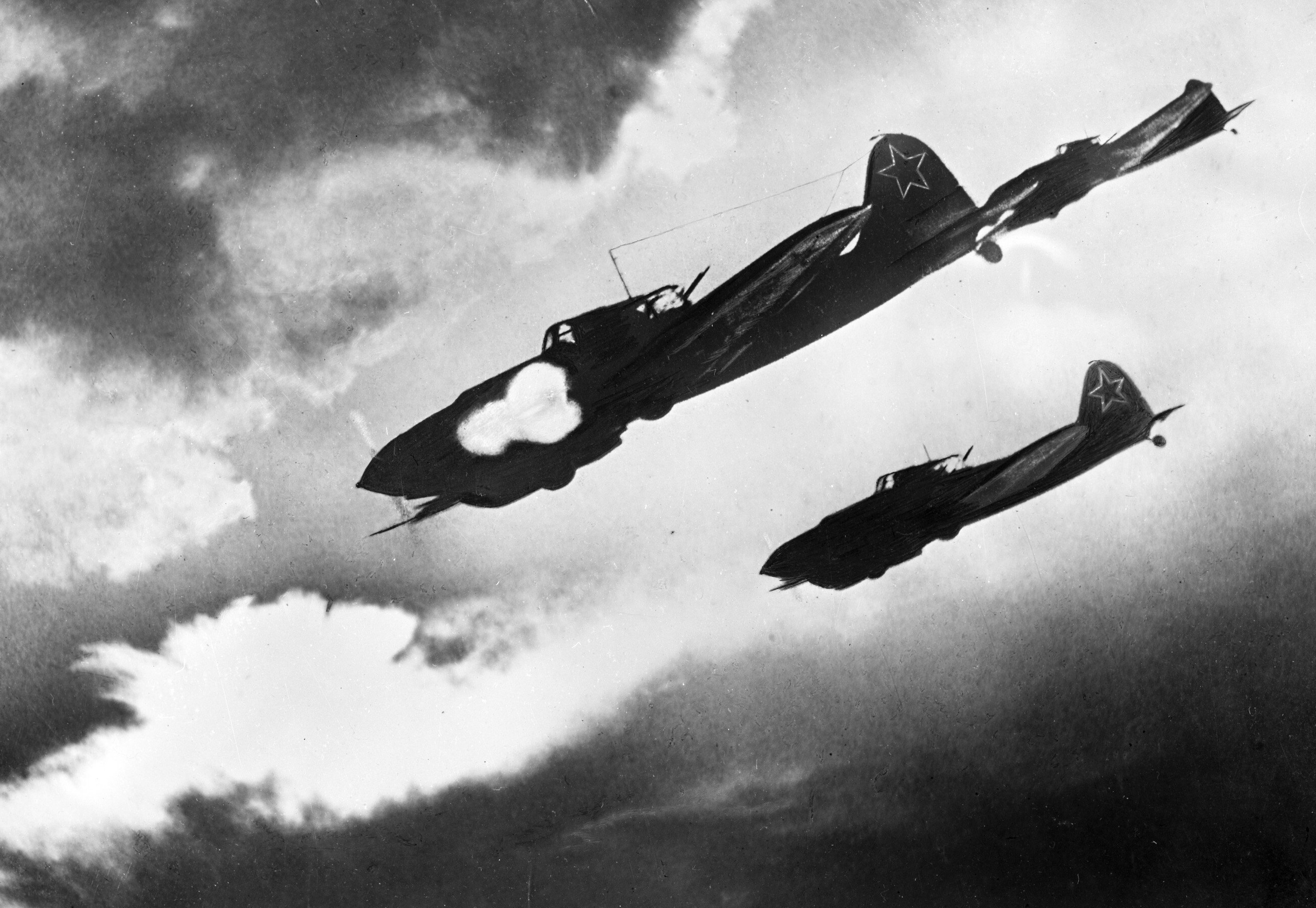
Радянські «Іл-2» атакують колону суперника на Курській дузі. 1 липня 1943 р.

Шістна́дцята пові́тряна а́рмія (16 ПА) — авіаційне об'єднання, повітряна армія військово-повітряних сил СРСР під час Німецько-радянської війни.

## Історія
Сформована 10 серпня 1942 на підставі наказу НКО СРСР від 8 серпня 1942 на базі управління та частин ВПС Брянського фронту у складі 220-ї, 238-ї винищувальних, 228-ї, 291-ї штурмової авіадивізій і двох окремих авіаполків.
Бойовий шлях почала у вересні 1942 на сталінградському напрямі. Діючи з 7 вересня у складі Сталінградського фронту, підтримувала його війська при обороні міста. У листопаді 1942 — січні 1943 брала участь у контрнаступі радянських військ під Сталінградом (19 листопада 1942 — 2 лютого 1943), повітряній блокаді оточеного угрупування противника і її розгромі.
У лютому 1943 армія перебазована в район Курська, де з 15 лютого увійшла до складу Центрального фронту 2-го формування (з 20 жовтня — Білоруського), в липні — серпні підтримувала і прикривала з повітря війська фронту в Курській битві (5 липня — 23 серпня), при визволенні Лівобережної України і форсуванні Дніпра.
У ході стратегічного наступу восени 1943 і взимку 1943 — 1944 підтримувала радянські війська на конотопсько-київському, черніговсько-мозирському і гомельсько-бобруйськом напрямках, зробила великий внесок у визволення Лівобережної України та східних районів Білорусі.
З 1944 і до кінця війни армія послідовно входила до складу 1-го Білоруського фронту (з 24 лютого), Білоруського фронту 2-го формування (з 6 квітня), 1-го Білоруського фронту 2-го формування (з 16 квітня). У червні — липні 1944 брала участь в Білоруській стратегічній операції (23 червня — 29 серпня), в оточенні і розгромі великого угрупування протівника в районі Бобруйська. Не менш значну роль зіграла армія в оточенні, розгромі мінського угрупування противника та наступному переслідуванні його військ, що відходили.
У другій половині 1944 року частини і з'єднання армії брали участь у визволенні східних районів Польщі; у січні — лютому 1945 в ході Варшавсько-Познанської операції (14 січня — 3 лютого) підтримували бойові дії військ фронту після опанування Варшави, в боротьбі за плацдарми на Одері.

У лютому — квітні 1945 армія взяла участь у Східно-Померанської (10 лютого — 4 квітня), а в квітні — травні — Берлінській (16 квітня — 8 травня) стратегічних операціях.
За роки Німецько-радянської війни армія здійснила близько 280 тис. літако-вильотів, брала участь в 3 повітряних операціях.
За високу військову майстерність, відвагу і героїзм понад 27 500 авіаторів нагороджено орденами і медалями, більш 200 з них стали Героями Радянського Союзу, льотчики А. Є. Борових, В. М. Голубев та Є. Я. Савицький удостоєні цього звання двічі, а І. М. Кожедуб — тричі.

## Командування
Командувачі:

- генерал-майор авіації Степанов П. С. (8 серпня — 28 вересня 1942);
- генерал-майор авіації, з січня 1943 генерал-лейтенант авіації, з травня 1944 генерал-полковник авіації Руденко С. Г. (28 вересня 1942 — до кінця війни).

Члени військової ради:
- полковий комісар, з 5 грудня 1942 полковник, з 1 травня 1943 генерал-майор авіації Виноградов О. С. (17 вересня 1942 — до кінця війни).

Начальники штабів:
- полковник Белов Н. Г. (5 серпня 1942 — 30 жовтня 1942);
- генерал-майор авіації Косих М. М. (30 жовтня 1942 — 15 квітня 1943);
- генерал-майор, з серпня 1944 — генерал-лейтенант авіації Брайко П. І. (15 квітня 1943 — до кінця війни).